# Eerste divisie (Eishockey)
Die Eerste divisie ist die zweithöchste Eishockeyliga in den Niederlanden. Einzig die BeNe League steht über der Eerste divisie. Unter der Eerste divisie folgen die Tweede, Derde, Vierde und Vijfde divisie.

## Teilnehmer 2018/19
- AHOUD Devils Nijmegen (II)
- Amstel Tijgers Toekomstteam (II)
- Dordrecht Lions
- Eindhoven Kemphanen
- GIJS Groningen
- Hijs Hokij Den Haag (II)
- IJCCL Capitals Leeuwarden
- Red Eagles 's-Hertogenbosch
- Smoke Eaters Geleen (II)
- Tilburg Trappers (III)
- UNIS Flyers Heerenveen Toekomstteam (II)
- Zoetermeer Panters Toekomstteam (II)

Bei den mit römischen Ziffern gekennzeichneten Mannschaften handelt es sich um untere Mannschaften oder Nachwuchsteams von Clubs aus der BeNe League.